# Cajamarquilla
Cajamarquilla es un sitio arqueológico ubicado en el distrito de Lurigancho-Chosica, en la ciudad de Lima, capital del Perú. Está situado en el valle de Jicamarca, a 6 kilómetros al norte del río Rímac, 340 m s. n. m. Ocupa un área de aproximadamente 167 hectáreas, por lo que es una de las ciudades mayores del Antiguo Perú, así como la segunda ciudad de barro más importante después de Chan Chan. Se han hallado evidencias de que fue un importante centro comercial de las culturas Lima e Ychsma, entre los años 600 a 1450. No hay indicios que haya sido un centro administrativo del imperio Wari, como en algún momento se sostuvo.

## Ubicación
Se halla en la quebrada de Jicamarca, sobre la margen derecha del río Rímac, a unos 24 km de Lima por el este. La circunscripción política en la que se halla es el distrito de Lurigancho-Chosica, de la provincia de Lima, en el límite con la provincia de Huarochirí. Está rodeado por varios pueblos pequeños que están invadiendo su gran perímetro, sin defensa a pesar de su protección estatal.

## Etimología
Pedro Villar Córdova considera que el nombre de Cajamarquilla sería una corrupción lingüística de Jicamarquilla, y que fue impuesto por los españoles a manera de diminutivo de Jicamarca, pueblo cercano de la sierra de Huarochirí. Este pueblo sería Jicamarca Grande, mientras que Cajamarquilla sería Jicamarca Baja. Pero hay también quien sostiene que cuando llegaron los españoles, Cajamarquilla ya se hallaba en ruinas y abandonada, y que por eso lo bautizaron con el diminutivo de Cajamarca, para contrastarlo con la grandeza de esta ciudad norteña, que fue la primera más importante del Tahuantinsuyo a la que arribaron.

## Descripción
El yacimiento está dividido en varios sectores, a los que se ha dado el nombre de los investigadores que lo han estudiado: Pedro Villar Córdova, Julio César Tello, Carlos Pellegrino Sestieri, Jorge C. Muelle, Alfred Kroeber y Raoul d'Harcourt.
La organización se ha hecho siguiendo un orden arbitrario:
- Cuatro conjuntos presididos por una pirámide rodeada de edificios de una planta y plazas: Villar Córdova, Sestieri, Muelle y Tello.
- Dos recintos amurallados, que también tienen una pirámide central: Kroeber y D'Harcourt.
- Recintos amurallados sin pirámide, como laberinto.
- Estructuras que no forman parte de ningún conjunto.

A dos kilómetros de distancia se levanta la Huaca Trujillo y en sus inmediaciones el cementerio de Nievería, lugares estrechamente relacionados con Cajamarquilla.

## Historia
Cajamarquilla sirvió como un importante centro comercial durante la llamada cultura Lima y posteriormente durante la cultura Ychsma. Se comenzó a construir hacia fines del periodo Intermedio Temprano; parece haber estado desocupada durante parte del Horizonte Medio (justo en la misma época en que se hace patente la influencia wari en la región), aunque volvió a tener actividad en el Intermedio Tardío, hasta que fue abandonada definitivamente a fines de este periodo. Cambios climáticos y desastres naturales (terremotos, entre otros) llevó a su abandono varios cientos de años antes de la conquista española.
Situado en lo que era un fértil valle en la principal ruta comercial entre el Altiplano de los Andes y las comunidades de la costa del Pacífico, Cajamarquilla se convirtió en un centro cultural, religioso y comercial. Es una gran ciudad con edificios tanto de forma rectangular como piramidal construidos con adobe; es posible observar los restos de templos, calles anchas, plazas ceremoniales, terrazas, cementerios, silos subterráneos de grano, canales y numerosos recintos y edificios cuyo uso no se conoce y que están bastante deteriorados por los terremotos.
Se han encontrado restos de cerámicas que corresponden a las fases 7, 8 y 9, del periodo Lima Tardío. La mayor parte son ollas, platos y cántaros para preparación y almacenamiento de alimentos. Los colores usados en la decoración fueron el rojo, blanco y negro, y los motivos son líneas verticales, zigs zags, olas, volutas y grecas.

### Cultura Lima
La fundación de la ciudad fue entre los años 600 a 730 durante la fase Lima Tardío. De esta época datan las pirámides Villar Córdova y Tello y posiblemente las Sestieri y Muelle.

### Horizonte Medio
Durante algún tiempo, diversos estudiosos como Luis Lumbreras, Alberto Bueno Mendoza y Dorothy Menzel teorizaron que Cajamarquilla pudo haber sido un centro administrativo del imperio Wari, cuya expansión en el mundo panandino ocurrió durante el Horizonte Medio (600 a 1000 d. C.).
Pero estudios posteriores llevados a cabo por otros arqueólogos, entre ellos José Joaquín Narváez Luna, han determinado que a partir de la época 2 del Horizonte Medio, Cajamarquilla fue prácticamente abandonada, aunque la pirámide Tello fue usada en parte como cementerio. Ya antes, Sestieri había encontrado siete cuerpos extendidos sobre literas de cañas y uno en forma de fardo funerario, y Mogrovejo había hallado más cuerpos, acompañados de ofrendas. Se cree que un aluvión o huayco pudo haber ocasionado el abandono del sitio.

### Cultura Ychsma
Tras un período de abandono se produce una reocupación con la cultura Ychsma, posiblemente a partir del año 1000 d. C. hasta antes del 1450 d. C. La mayor parte de las construcciones que permanecen en pie son de esta época.
Se construyeron grandes recintos amurallados con pirámides: una entrada conduce a una plaza en la que hay un estrado y desde la que se llega a diferentes terrazas y recintos. El más representativo es el "Laberinto". En estos recintos vivían sus moradores y había talleres de cerámica y textiles.
Cajamarquilla es considerada la segunda ciudad de barro más importante del Antiguo Perú después de Chan Chan, la capital del reino Chimú. Era un centro comercial multiétnico, con predominancia de los yschmas y los chacllas, que dominaban la zona.

## Excavaciones
Cajamarquilla se menciona por primera vez en las Memorias del virrey Francisco de Toledo (siglo XVI) y es descrita por Le Porte en el siglo XVIII. A finales de este siglo Adolph Bandelier levanta planos de la ciudad, y en 1865, Ephrain George Squier publica planos y descripciones de los sectores Laberinto y Muelle.
Entre 1905 y 1908, Max Uhle llevó a cabo una excavación sistemática de uno de los cementerios, llevando los objetos encontrados a la Universidad de Berkeley, donde fueron estudiados.
Un estudio a fondo de la arquitectura fue realizado por Pedro Villar Córdova, y en 1938, Alberto Giesecke es comisionado por el gobierno para limpiar la zona. En 1944, comienzan las excavaciones arqueológicas, dirigidas por Julio C. Tello, que trabajó en una pirámide que hoy lleva su nombre. Fue quien apuntó la relación de la ciudad con la cultura de Lima, pero sus informes no han sido publicados.
Entre 1962 y 1971, Claudio Pellegrino Sestieri dirigió una misión italiana que excavó y estudió una de las pirámides, a la que se dio su nombre. En la década de 1980, Arturo Jiménez Borja reconstruyó el sector Laberinto.
Desde 1996, existe el Proyecto Cajamarquilla, que hasta el momento han publicado estudios sobre los sectores Tello y Sestieri. En el lugar han trabajado los arqueólogos Juan Domingo Mogrovejo Rosales, Rafael Segura Llanos y José Joaquín Narváez Luna. Se ha excavado apenas el uno por ciento del yacimiento. Actualmente, el proyecto arqueológico está a cargo de Pieter Van Dalen.

## Entierros

### La momia de Cajamarquilla
En noviembre de 2021, se dio a conocer el hallazgo de una momia en perfecto estado de conservación, envuelto en tejidos de algodón y atado con soguillas. El hallazgo lo realizó la investigadora Yomira Huamán, perteneciente al equipo de la Universidad Nacional Mayor de San Marcos del profesor Van Dalen. Se trataría de los restos un hombre de estatus social elevado, de entre 35 a 40 años de edad al momento de su muerte, de origen altoandino y cuya antigüedad se calcula en mil años. Algunas publicaciones empezaron a denominarlo como el Señor de Cajamarquilla.

### Momias de niños
En febrero de 2022, el equipo de arqueólogos de la Universidad Nacional Mayor de San Marcos dio a conocer nuevos hallazgos de restos humanos, muy cerca del lugar donde se hizo el descubrimiento de la momia de Cajamarquilla. Se trata de ocho fardos funerarios pertenecientes a niños, junto a los cuales se hallaron otros esqueletos dispersos de adultos, algunos con signos de muerte violenta. Los arqueólogos dijeron que podría tratarse de víctimas de sacrificios rituales, realizados para que acompañaran al llamado Señor de Cajamarquilla en su viaje al más allá, aunque falta todavía confirmar esta hipótesis en cada caso.